# Aurélien Montaroup
Aurélien Montaroup (* 19. Dezember 1985 in Rennes) ist ein französischer ehemaliger Fußballspieler.

## Karriere
Montaroup begann das Fußballspielen als Kind in seiner Geburtsstadt beim Stade Rennes. Dort durchlief er seine gesamte Laufbahn als Jugendspieler, wobei er 2003 den Coupe Gambardella gewann, und wurde im selben Jahr mit 17 Jahren in die zweite Mannschaft aufgenommen. Für diese kam er zwar regelmäßig zum Einsatz und erreichte 2004 den französischen Meistertitel der Reservemannschaften, schaffte aber nicht den Sprung in die erste Mannschaft und entschied sich 2005 für einen Wechsel zur US Orléans. Ebenso wie mit der Reserve von Rennes spielte er mit Orléans in der vierten Liga, verließ den Verein jedoch nach einem Jahr, um zum Zweitligisten US Créteil zu wechseln. Allerdings spielte er auch in Créteil ausschließlich für die zweite Mannschaft und löste bereits nach drei Monaten seinen Vertrag auf. Es dauerte rund ein Jahr, bis er im Herbst 2007 im ebenfalls viertklassigen FC Vitré einen neuen Arbeitgeber fand. 
Im Januar 2009 unterschrieb Montaroup zur neuen Saison, die nach dem Kalenderjahr ausgetragen wird, beim belarussischen Erstligisten Dinamo Minsk. Am ersten Spieltag der Saison beim 2:1 gegen den FK Minsk stand der Spieler in der Startaufstellung und gab damit 23-jährig sein Profidebüt. Sowohl in dieser als auch in den beiden folgenden Spielzeiten war Montaroup als Stammspieler gesetzt. Mit seiner Mannschaft kämpfte er im Sommer 2009 auch um den Einzug in die Europa League, woran das Team jedoch scheiterte. Persönlich wurde der Franzose 2010 als bester Verteidiger der belarussischen Liga ausgezeichnet. 
Drei Jahre nach seinem Wechsel ins Ausland kehrte Montaroup im Januar 2012 mit seiner Unterschrift beim SM Caen nach Frankreich zurück. Weil er bei Minsk noch einen gültigen Vertrag hatte, musste Caen für ihn eine Ablösesumme bezahlen, die auf 300.000 Euro beziffert wird. Für seinen neuen Verein lief der Spieler erstmals beim 0:1 gegen den FC Toulouse am 28. Januar 2012 auf, womit ihm sein Erstligadebüt in Frankreich gelang. Wie in Minsk konnte er sich in der Mannschaft etablieren, mit der er zum Ende der Saison 2011/12 den Abstieg in die zweite Liga hinnehmen musste und büßte anschließend überdies seinen Stammplatz ein. 2014 gelang die Rückkehr in die Erstklassigkeit, doch er erhielt keinen neuen Vertrag und wechselte daher zum Zweitligisten US Créteil, in dessen Reservemannschaft er bereits Jahre zuvor gespielt hatte. Dort konnte er sich in der nachfolgenden Zeit einen Stammplatz erkämpfen. 2016 musste er den Abstieg in die Drittklassigkeit hinnehmen.